# Ōsako Keisuke
Ōsako Keisuke (大迫 敬介 (Đại Bách Kính Giới) sinh ngày 28 tháng 7 năm 1999) là một cầu thủ bóng đá người Nhật Bản.

## Đội tuyển bóng đá quốc gia Nhật Bản
Ōsako thi đấu cho đội tuyển bóng đá quốc gia Nhật Bản từ năm 2019.

## Thống kê sự nghiệp
| Đội tuyển bóng đá Nhật Bản | Đội tuyển bóng đá Nhật Bản | Đội tuyển bóng đá Nhật Bản |
| Năm                        | Trận                       | Bàn                        |
| -------------------------- | -------------------------- | -------------------------- |
| 2019                       | 1                          | 0                          |
| 2023                       | 3                          | 0                          |
| Tổng cộng                  | 4                          | 0                          |